# Список млекопитающих Калифорнии

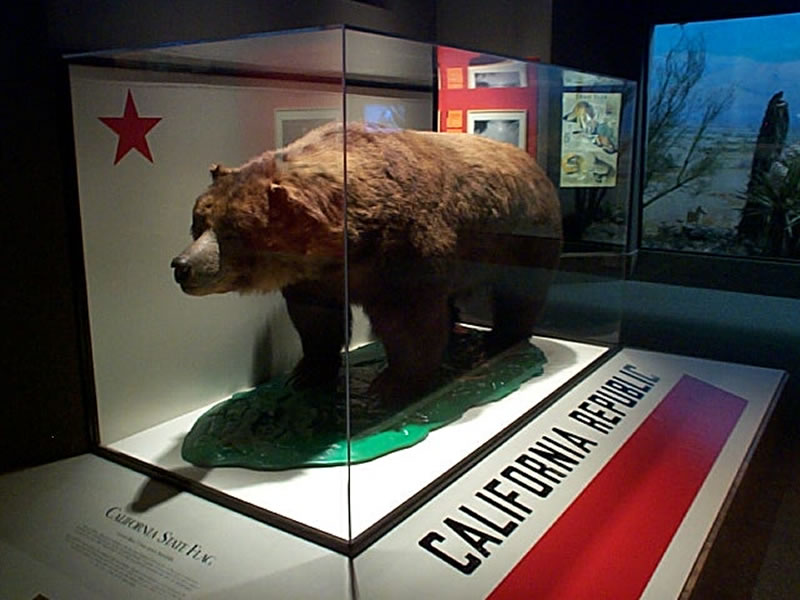
Истреблённый в штате, медведь гризли остается официальным млекопитающим штата Калифорния.

Это список млекопитающих в Калифорнии, включая как нынешних, так и недавних исторических обитателей.
Калифорнийский департамент рыбы и дикой природы (CDFW) контролирует некоторые виды и подвиды, представляющие особый интерес. Это млекопитающие, популяции которых могут подвергаться местной угрозе, но которые исключены из федеральных и международных природоохранных списков. Таксоны, вызывающие особую озабоченность в Калифорнии, отмечены ниже, как эндемичные, интродуцированные, охотничьи и мигрирующие виды.
Общее количество перечисленных видов: 221, включая 181 наземное и 40 морских млекопитающих.

## Опоссумы
- Отряд: Опоссумы
  - Семейство: Опоссумовые

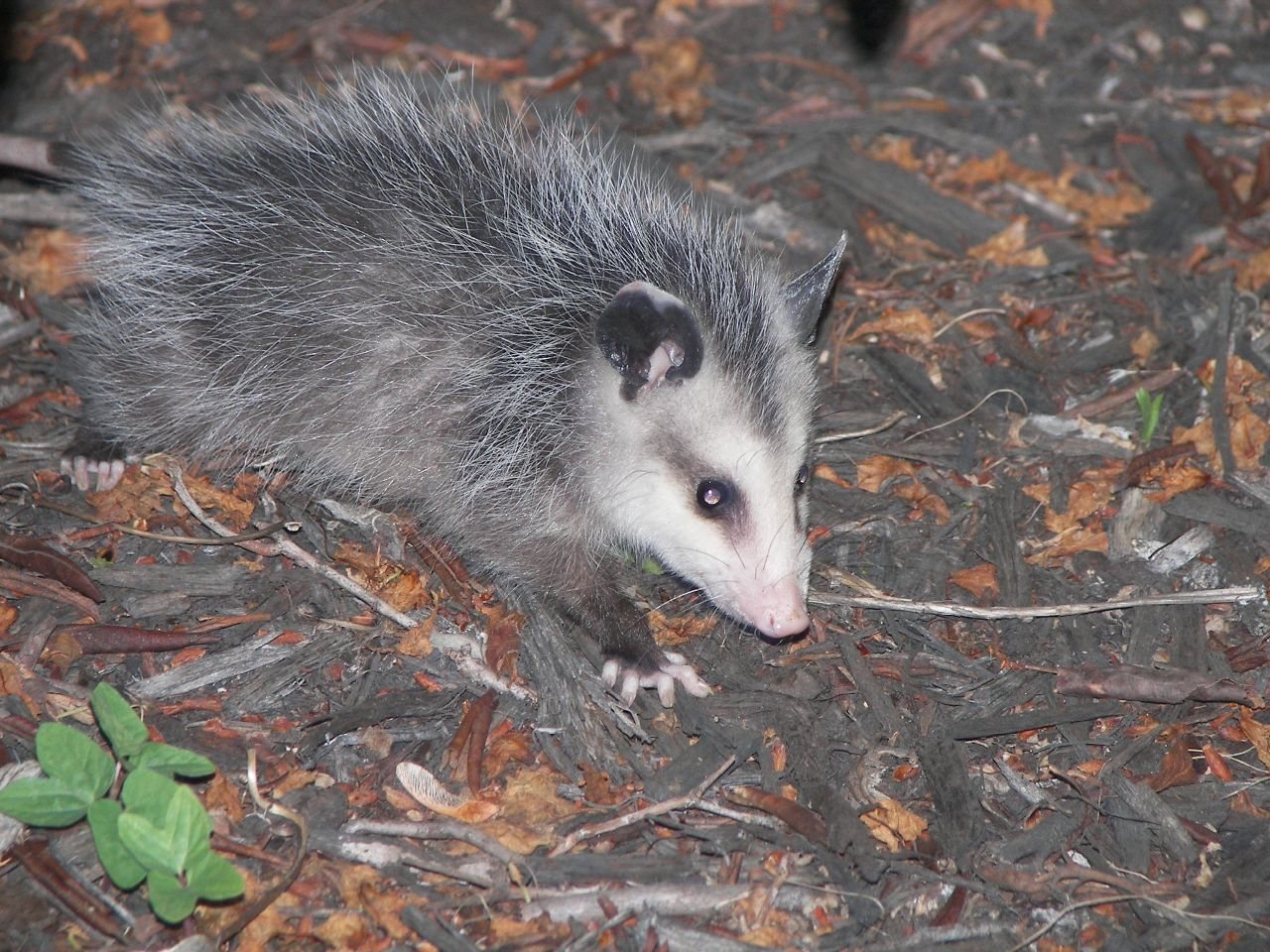
Опоссум (Didelphis virginiana)

    - Виргинский опоссум, Didelphis virginiana

## Землеройки и кроты
- Отряд: Насекомоядные
  - Семейство: Землеройковые

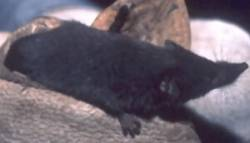
Серая бурозубка (Notiosorex crawfordi)

    - Лайельская бурозубка, Sorex lyelli (Эндемик, особый интерес)
    - Бродячая бурозубка, Sorex vagrans (1 ssp, особый интерес)
    - Горная бурозубка, Sorex monticolus
    - Тихоокеанская бурозубка, Sorex pacificus
    - Украшенная бурозубка, Sorex ornatus (5 ssp, особый интерес)
    - Туманная бурозубка, Sorex sonomae
    - Иниосская бурозубка, Sorex tenellus
    - Болотная бурозубка, Sorex palustris
    - Орегонская бурозубка, Sorex preblei
    - Водяная тихоокеанская бурозубка, Sorex bendirii
    - Бурозубка Троубриджа, Sorex trowbridgii
    - Бурозубка Мерриама, Sorex merriami'
    - Серая бурозубка, Notiosorex crawfordi

  - Семейство: Кротовые
    - Американский землеройковый крот, Neurotrichus gibbsii
    - Калифорнийский крот, Scapanus latimanus
      - Аламедский крот, S. latimanus parvus (Особый интерес CDFW; эндемик)

    - Тихоокеанский крот, Scapanus orarius
    - Крот Таунсенда, Scapanus townsendii

## Летучие мыши
- Отряд: Рукокрылые
  - Семейство: Листоносые

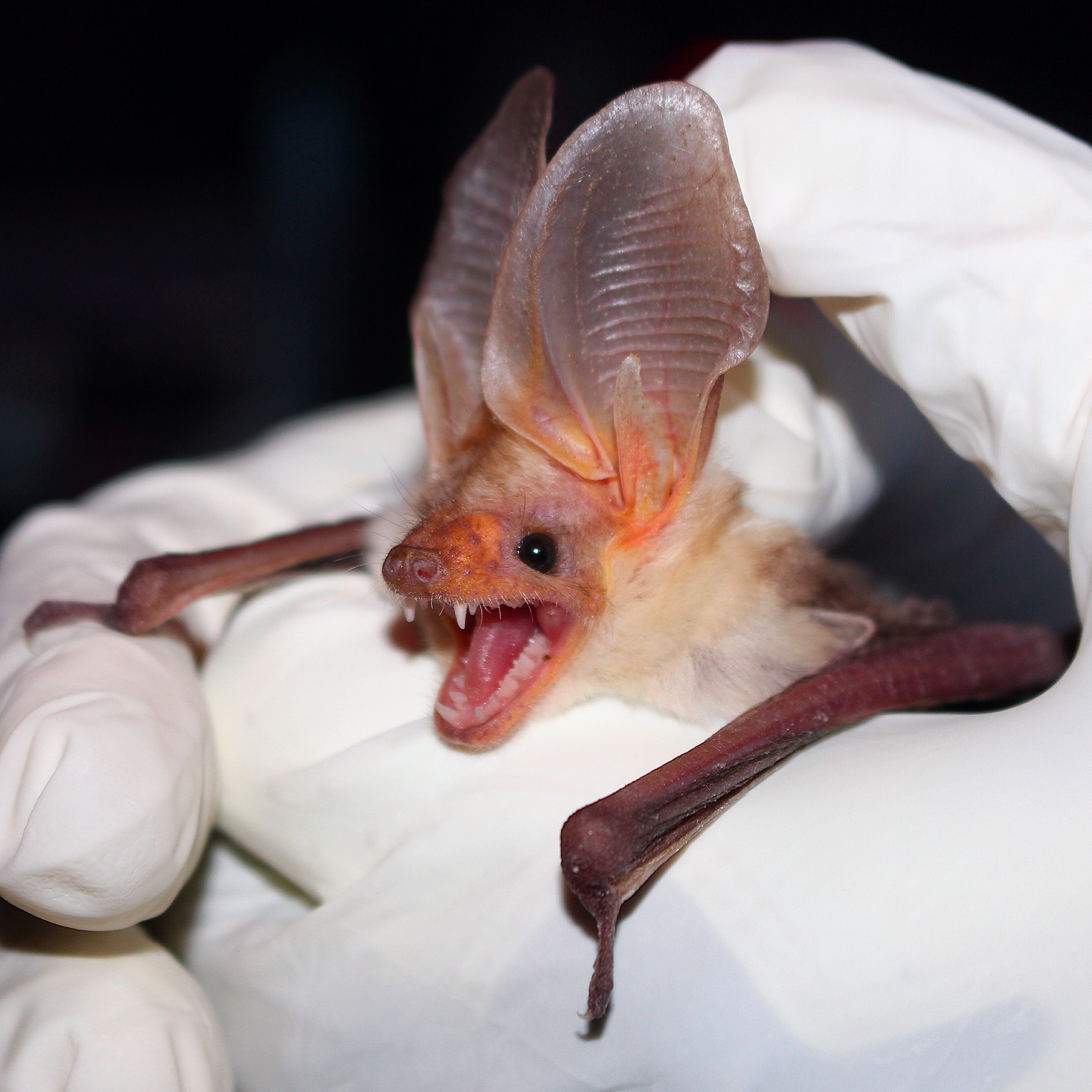
Бледный гладконос (Antrozous pallidus)

    - Мексиканский длиннонос, Choeronycteris mexicana (Особый интерес CDFW)
    - Южный длиннонос, Leptonycteris curasoae
    - Leptonycteris yerbabuenae, Leptonycteris yerbabuenae
    - Калифорнийский листонос, Macrotus californicus (Особый интерес CDFW)

  - Семейство: Гладконосые летучие мыши
    - Бледный гладконос, Antrozous pallidus (Особый интерес CDFW)
    - Серебристый гладконос, Lasionycteris noctivagans
    - Калифорнийская ночница, Myotis californicus
    - Myotis ciliolabrum
    - Американская длинноухая ночница, Myotis evotis
    - Малая бурая ночница, Myotis lucifugus
    - Myotis occultus (Особый интерес CDFW)
    - Бахромчатая ночница, Myotis thysanodes
    - Пещерная ночница, Myotis velifer (Особый интерес CDFW)
    - Западноамериканская ночница, Myotis volans
    - Юмаская ночница, Myotis yumanensis
    - Ушан Таунсенда, Corynorhinus townsendii (ранее Plecotus townsendii; особый интерес CDFW)
      - Corynorhinus townsendii pallescens (Особый интерес CDFW)

    - Большой бурый кожан, Eptesicus fuscus
    - Пятнистый ушан, Euderma maculatum (Особый интерес CDFW)
    - Ушан Аллена, Idionycteris phyllotis
    - Lasiurus blossevillii
    - Серый волосатохвост, Lasiurus cinereus
    - Lasiurus xanthinus
    - Parastrellus hesperus

  - Семейство: Бульдоговые летучие мыши
    - Западный эумопс, Eumops perotis
      - Eumops perotis californicus (Особый интерес CDFW)

    - Мешотчатый складчатогуб, Nyctinomops femorosaccus (Особый интерес CDFW)
    - Большой американский складчатогуб, Nyctinomops macrotis (Особый интерес CDFW)
    - Бразильский складчатогуб, Tadarida brasiliensis

## Кролики, зайцы и пищухи
- Отряд: Зайцеобразные
  - Семейство: Пищуховые
    - Пика, Ochotona princeps

  - Семейство: Зайцевые

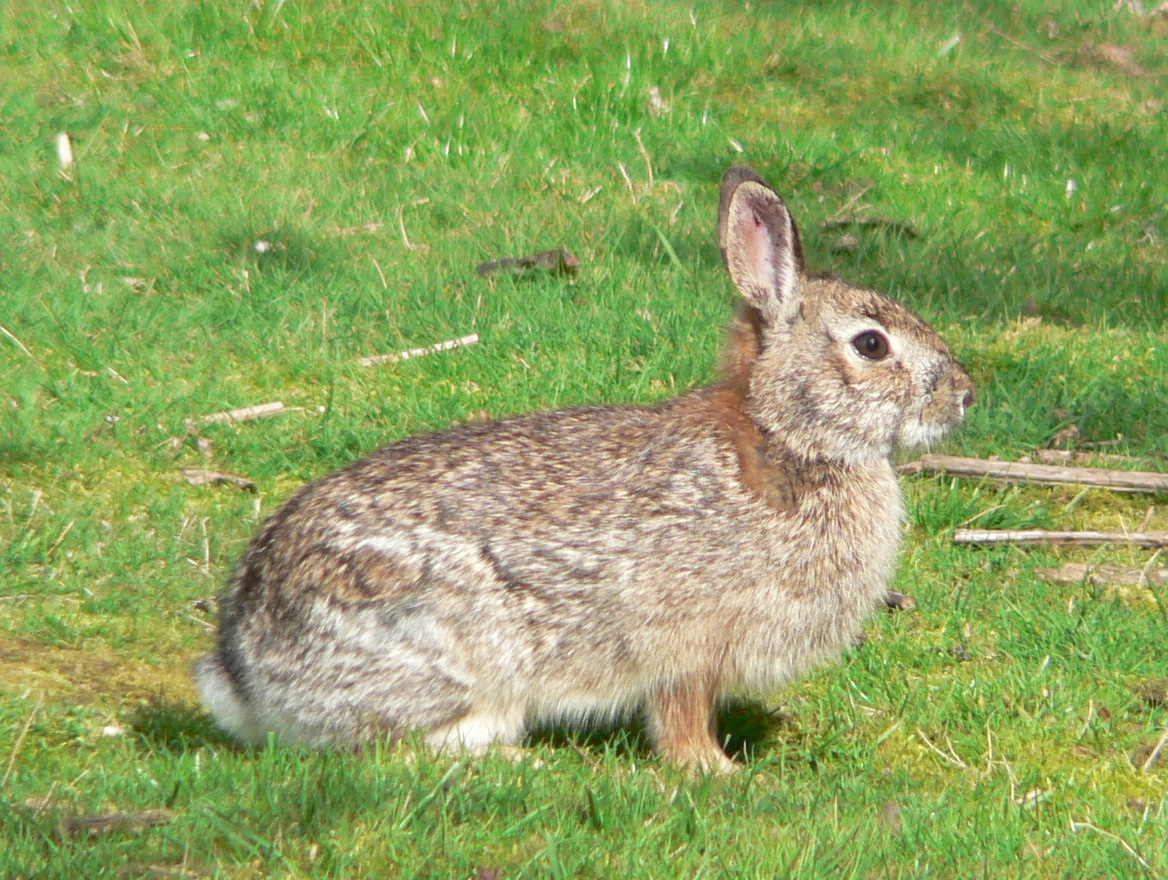
Калифорнийский кролик (Sylvilagus bachmani)

    - Айдахский кролик, Brachylagus idahoensis (Особый интерес CDFW, охотничий вид)
    - Американский беляк, Lepus americanus (Охотничий вид)
      - Орегонский американский беляк, L. americanus klamathensis (Особый интерес CDFW)
      - Американский беляк Сьерра-Невада, L. americanus tahoensis (Особый интерес CDFW; эндемик)

    - Чернохвостый заяц, Lepus californicus (Охотничий вид)
      - Чернохвостый заяц Сан-Диего, L. californicus bennettii (Особый интерес CDFW; эндемик)

    - Белохвостый заяц, Lepus townsendii (Особый интерес CDFW, охотничий вид)
    - Дикий кролик, Oryctolagus cuniculus (Ввезенный вид)
    - Степной кролик, Sylvilagus audubonii (Охотничий вид)
    - Калифорнийский кролик, Sylvilagus bachmani (Охотничий вид, за исключением находящихся под угрозой исчезновения прибрежных подвидов)
      - Прибрежный калифорнийский кролик, S. bachmani riparius (Особый интерес CDFW; эндемик)

    - Кролик Нутталла, Sylvilagus nuttallii (Охотничий вид)

## Грызуны
- Отряд: Грызуны
  - Семейство: Аплодонтовые
    - Аплодонтия, Aplodontia rufa

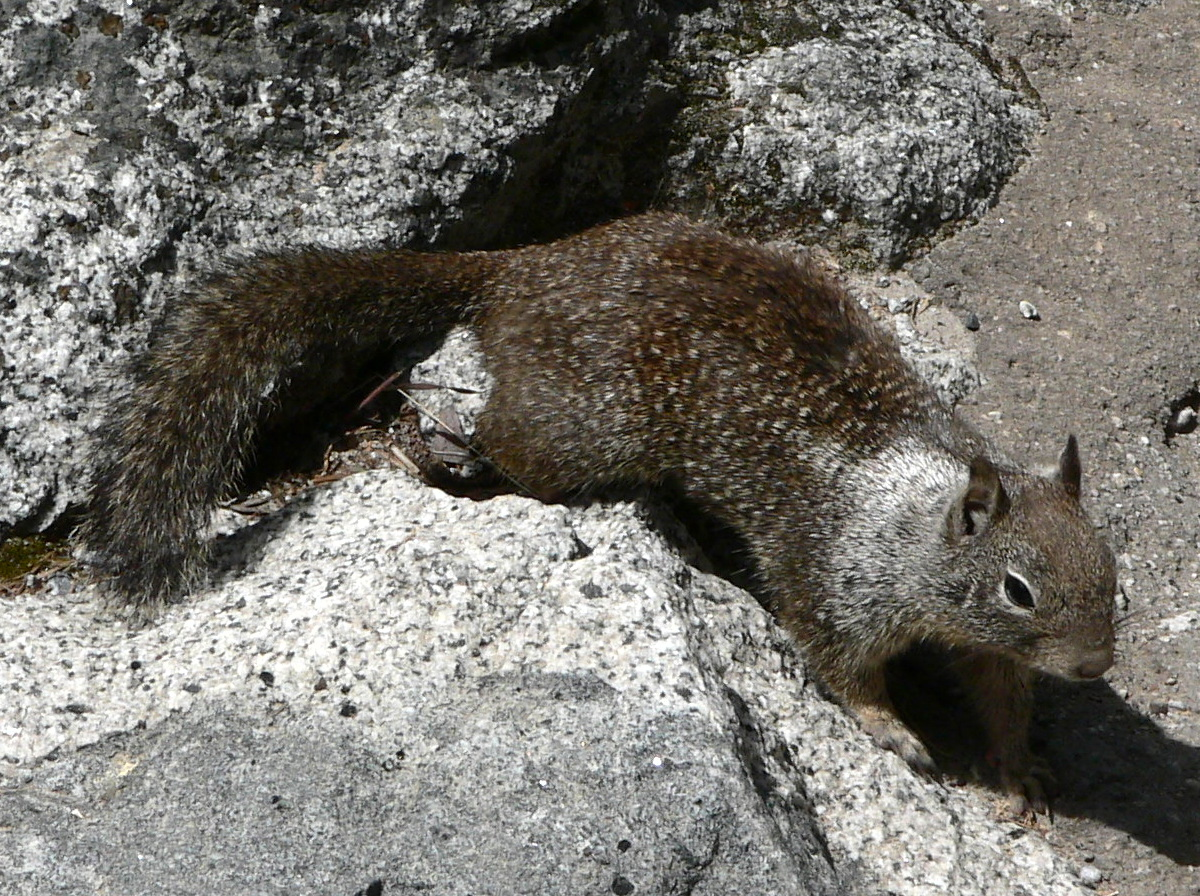
Калифорнийский суслик (Spermophilus beecheyi)

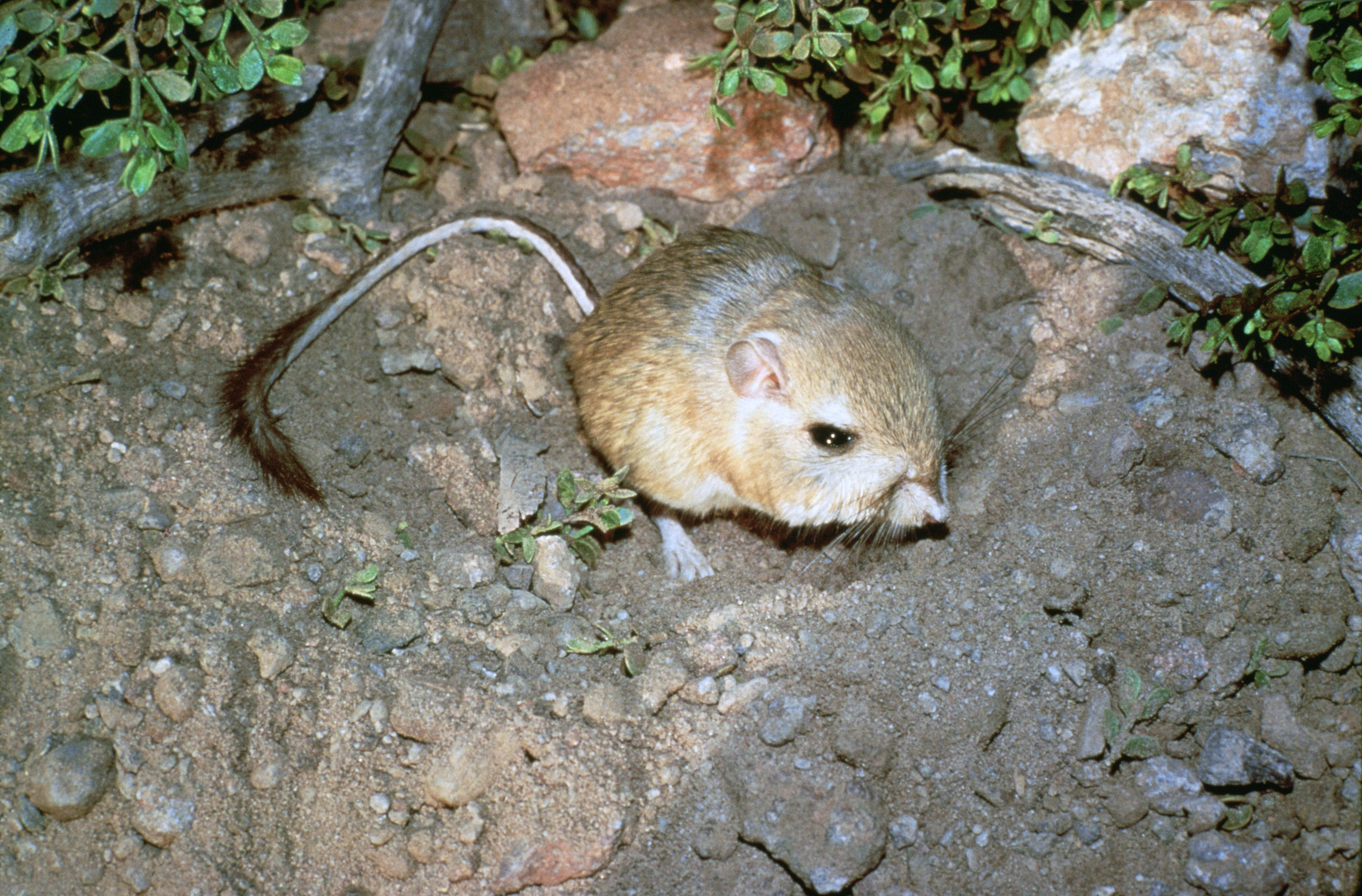
Гигантский кенгуровый прыгун (Dipodomys ingens) является эндемиком Калифорнии

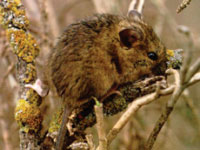
Болотный хомячок (Reithrodontomys raviventris) является эндемиком Калифорнии

      - Aplodontia rufa californica (Особый интерес CDFW; эндемик)
      - Aplodontia rufa nigra (Особый интерес CDFW; эндемик)
      - Aplodontia rufa phaea (Особый интерес CDFW; эндемик)

  - Семейство: Беличьи
  - Подсемейство Sciurinae
    - Белка-летяга Гумбольдта, Glaucomys oregonensis
      - Белка-летяга Сан-Бернардино, G. oregonensis californicus (Особый интерес CDFW; эндемик)

    - Каролинская белка, Sciurus carolinensis (Ввезенный вид, охотничий вид)
    - Западная серая белка, Sciurus griseus (Охотничий вид)
    - Лисья белка, Sciurus niger (Ввезенный вид, охотничий вид)
    - Белка Дугласа, Tamiasciurus douglasii (Охотничий вид)

  - Подсемейство Xerinae
    - Белохвостый суслик, Ammospermophilus leucurus
    - Антилоповый суслик Нельсона, Ammospermophilus nelsoni (Эндемик)
    - Желтобрюхий сурок, Marmota flaviventris
    - Калифорнийский суслик, Spermophilus beecheyi
    - Суслик Белдинга, Spermophilus beldingi
    - Золотистый суслик, Spermophilus lateralis
    - Мохавеский суслик, Spermophilus mohavensis (Эндемик)
    - Голохвостый суслик, Spermophilus tereticaudus
      - Spermophilus tereticaudus chlorus (Особый интерес CDFW; эндемик)

    - Суслик Таунсенда, Spermophilus townsendii
    - Скалистый суслик, Spermophilus variegatus
    - Альпийский бурундук, Neotamias alpinus (Эндемик)
    - Сосновый бурундук, Neotamias amoenus
    - Бурундук Мерриама, Neotamias merriami
    - Малый бурундук, Neotamias minimus
    - Калифорнийский бурундук, Neotamias obscurus
    - Желтощёкий бурундук, Neotamias ochrogenys (Эндемик)
    - Панаминтский бурундук, Neotamias panamintinus
    - Длинноухий бурундук, Neotamias quadrimaculatus
    - Бурундук Аллена, Neotamias senex
    - Северокалифорнийский бурундук, Neotamias siskiyou
    - Сономский бурундук, Neotamias sonomae (Эндемик)
    - Невадийский бурундук, Neotamias speciosus
    - Унитаский бурундук, Neotamias umbrinus

  - Семейство: Бобровые
    - Канадский бобр, Castor canadensis (Охотничий вид)

  - Семейство: Гоферовые
    - Гофер Ботта, Thomomys bottae
    - Западный гофер, Thomomys mazama
    - Горный гофер, Thomomys monticola
    - Северный гофер, Thomomys talpoides
    - Гофер Таунсенда, Thomomys townsendii

  - Семейство: Мешотчатые прыгуны
  - Подсемейство Dipodomyinae
    - Прыткий кенгуровый прыгун, Dipodomys agilis (Эндемик)
    - Калифорнийский кенгуровый прыгун, Dipodomys californicus
      - Dipodomys californicus eximus (Особый интерес CDFW; эндемик)

    - Пустынный кенгуровый прыгун, Dipodomys deserti
    - Большеухий кенгуровый прыгун, Dipodomys elephantinus (Особый интерес CDFW; эндемик)
    - Кенгуровый прыгун Хирмана, Dipodomys heermanni (Эндемик)
    - Гигантский кенгуровый прыгун, Dipodomys ingens (Эндемик)
    - Кенгуровый прыгун Мерриама, Dipodomys merriami
      - Dipodomys merriami parvus (Особый интерес CDFW; эндемик)

    - Долотозубый кенгуровый прыгун, Dipodomys microps]
    - Фресновский кенгуровый прыгун, Dipodomys nitratoides (Эндемик)
      - Dipodomys nitratoides brevinasus (Особый интерес CDFW; эндемик)
      - Dipodomys nitratoides nitratoides (Особый интерес CDFW; эндемик)

    - Кенгуровый прыгун Орда, Dipodomys ordii
    - Панаминтский кенгуровый прыгун, Dipodomys panamintinus
    - Кенгуровый прыгун Сан-Диего, Dipodomys simulans
    - Кенгуровый прыгун Стефенса, Dipodomys stephensi (Эндемик)
    - Узкомордый кенгуровый прыгун, Dipodomys venustus (Эндемик)
    - Темный малый прыгун, Microdipodops megacephalus
    - Светлый малый прыгун, Microdipodops pallidus

  - Подсемейство Perognathinae
    - Щетинистый прыгун Бэйли, Chaetodipus baileyi
    - Калифорнийский щетинистый прыгун, Chaetodipus californicus
      - Chaetodipus californicus femoralis (Особый интерес CDFW; эндемик)

    - Щетинистый прыгун Сан-Диего, Chaetodipus fallax
      - Chaetodipus fallax fallax (Особый интерес CDFW; эндемик)
      - Chaetodipus fallax pallidus (Особый интерес CDFW; эндемик)

    - Длиннохвостый щетинистый прыгун, Chaetodipus formosus
    - Пустынный щетинистый прыгун, Chaetodipus penicillatus
    - Колючий щетинистый прыгун, Chaetodipus spinatus
    - Белоухий мешотчатый прыгун, Perognathus alticola (Эндемик)
      - Perognathus alticola alticola (Особый интерес CDFW; эндемик)
      - Perognathus alticola inexpectatus (Особый интерес CDFW; эндемик)

    - Хоакинский мешотчатый прыгун, Perognathus inornatus (Эндемик)
      - Perognathus inornatus psammophilus (Особый интерес CDFW; эндемик)

    - Малый мешотчатый прыгун, Perognathus longimembris
      - Perognathus longimembris bangsi (Особый интерес CDFW; эндемик)
      - Perognathus longimembris brevinasus (Особый интерес CDFW; эндемик)
      - Perognathus longimembris internationalis (Особый интерес CDFW; эндемик)
      - Perognathus longimembris pacificus (Особый интерес CDFW; эндемик)

    - Западный мешотчатый прыгун, Perognathus parvus

  - Семейство: Хомяковые
  - Подсемейство Полёвки
    - Белоногая полёвка, Arborimus albipes (Особый интерес CDFW)
    - Сономская полёвка, Arborimus pomo (Особый интерес CDFW; эндемик)
    - Калифорнийская рыжая полёвка, Myodes californicus
    - Lemmiscus curtatus
    - Калифорнийская полёвка, Microtus californicus
      - Microtus californicus halophilus (Эндемик)
      - Microtus californicus mohavensis (Особый интерес CDFW; эндемик)
      - Microtus californicus sanpabloensis (Особый интерес CDFW; эндемик)
      - Microtus californicus scirpensis (Находится под угрозой исчезновения на уровне штата и государства; эндемик)
      - Microtus californicus stephensi (Особый интерес CDFW; эндемик)
      - Microtus californicus vallicola (Особый интерес CDFW; эндемик)

    - Длиннохвостая полёвка, Microtus longicaudus
    - Горная полёвка, Microtus montanus
    - Орегонская полёвка, Microtus oregoni
    - Полёвка Таунсенда, Microtus townsendii
    - Ондатра, Ondatra zibethicus (Ввезенный вид, охотничий вид)
    - Phenacomys intermedius

  - Подсемейство Неотомовые хомяки
    - Белогорлый лесной хомяк, Neotoma albigula
    - Пышнохвостый лесной хомяк, Neotoma cinerea
    - Темноногий лесной хомяк, Neotoma fuscipes
    - Пустынный хомяк, Neotoma lepida
    - Neotoma macrotis
    - Северный кузнечиковый хомячок, Onychomys leucogaster
    - Южный кузнечиковый хомячок, Onychomys torridus
    - Гребенчатый хомячок, Peromyscus boylii
    - Калифорнийский хомячок, Peromyscus californicus
    - Каньонный хомячок, Peromyscus crinitus
    - Кактусовый хомячок, Peromyscus eremicus
    - Peromyscus fraterculus
    - Олений хомячок, Peromyscus maniculatus
    - Peromyscus truei
    - Болотный хомячок, Reithrodontomys raviventris (Эндемик)
    - Западный хомячок, Reithrodontomys megalotis

  - Подсемейство Sigmodontinae
    - Аризонский хлопковый хомяк, Sigmodon arizonae
    - Щетинистый хлопковый хомяк, Sigmodon hispidus

  - Семейство: Мышиные
    - Домовая мышь, Mus musculus (Ввезенный вид)
    - Серая крыса, Rattus norvegicus (Ввезенный вид)
    - Чёрная крыса, Rattus rattus (Ввезенный вид)

  - Семейство: Полутушканчиковые
    - Западный полутушканчик, Zapus princeps
    - Тихоокеанский полутушканчик, Zapus trinotatus

  - Семейство: Американские дикобразы
    - Североамериканский дикобраз, Erethizon dorsatum

## Киты, дельфины и морские свиньи
- Отряд: Китообразные
  - Семейство: Серые киты

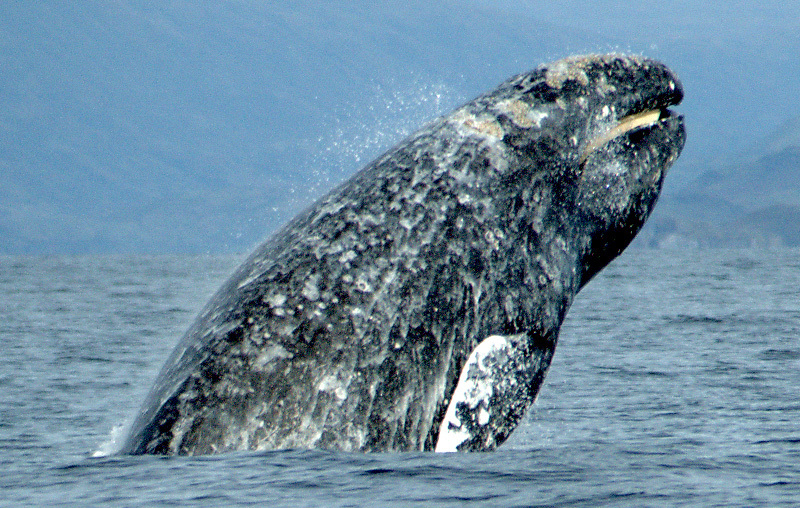
Серый кит (Eschrichtius robustus) мигрирует у берегов Калифорнии

    - Серый кит, Eschrichtius robustus (Мигрирующий вид)

  - Семейство: Полосатиковые
    - Малый полосатик, Balaenoptera acutorostrata
    - Полосатик Брайда Balaenoptera brydei (Мигрирующий вид)
    - Сейвал, Balaenoptera borealis
    - Синий кит, Balaenoptera musculus
    - Финвал, Balaenoptera physalus
    - Горбатый кит, Megaptera novaeangliae

  - Семейство: Гладкие киты
    - Японский кит, Eubalaena japonica (Мигрирующий вид)

  - Семейство: Дельфиновые
    - Дельфин-белобочка, Delphinus delphis[1]
    - Длиннорылая белобочка, Delphinus capensis[2]
    - Короткоплавниковая гринда, Globicephala macrorhynchus
    - Серый дельфин, Grampus griseus
    - Тихоокеанский белобокий дельфин, Lagenorhynchus obliquidens
    - Северный китовидный дельфин, Lissodelphis borealis
    - Косатка, Orcinus orca
    - Малая косатка, Pseudorca crassidens (Мигрирующий вид)
    - Stenella attenuata, Stenella attenuata (Мигрирующий вид)
    - Полосатый дельфин, Stenella coeruleoalba
    - Крупнозубый дельфин, Steno bredanensis (Мигрирующий вид)
    - Афалина, Tursiops truncatus

  - Семейство: Морские свиньи
    - Белокрылая морская свинья, Phocoenoides dalli
    - Морская свинья, Phocoena phocoena

  - Семейство: Карликовые кашалоты
    - Карликовый кашалот, Kogia breviceps
    - Малый карликовый кашалот, Kogia sima

  - Семейство: Кашалотовые
    - Кашалот, Physeter macrocephalus

  - Семейство: Клюворыловые
    - Северный плавун, Berardius bairdii
    - Ремнезуб Хаббса, Mesoplodon carlhubbsi
    - Тупорылый ремнезуб, Mesoplodon densirostris
    - Японский ремнезуб, Mesoplodon ginkgodens
    - Ремнезуб Перрини, Mesoplodon perrini
    - Перуанский ремнезуб Mesoplodon peruvianus (one record)
    - Командорский ремнезуб, Mesoplodon stejnegeri
    - Клюворыл, Ziphius cavirostris

## Хищники
- Отряд: Хищные
  - Семейство: Псовые
    - Койот, Canis latrans

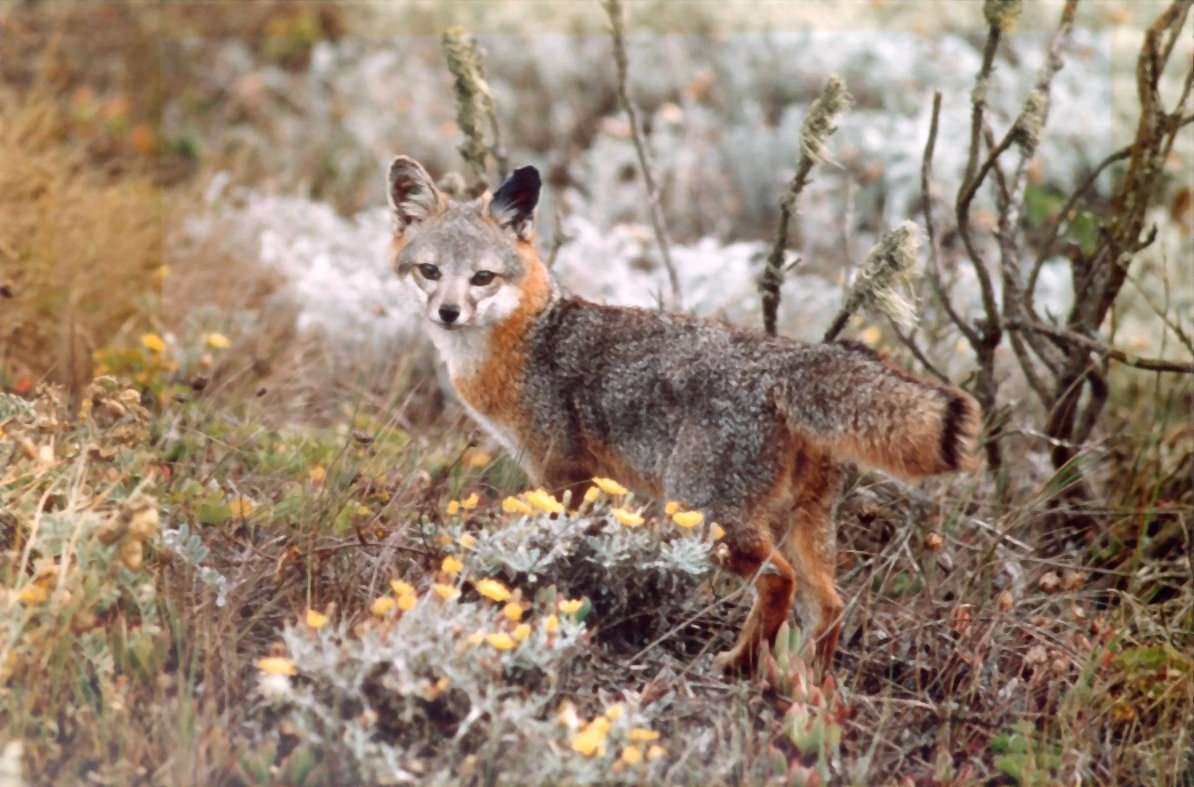
Островная лисица (Urocyon littoralis) является эндемиком Калифорнии

    - Волк, Canis lupus (исчезли, но одна стая обосновалась в Северной Калифорнии)[3]
    - Серая лисица, Urocyon cinereoargenteus (Охотничий вид)
    - Островная лисица, Urocyon littoralis (Эндемик)
    - Обыкновенная лисица, Vulpes vulpes (Ввезенный вид)
    - Американская лисица, Vulpes macrotis

  - Семейство: Медвежьи
    - Барибал, Ursus americanus (Охотничий вид)
    - Калифорнийский гризли, Ursus arctos californicus (истреблен, 1931)

  - Семейство: Енотовые
    - Североамериканский какомицли, Bassariscus astutus
    - Енот-полоскун, Procyon lotor (Охотничий вид)

  - Семейство: Скунсовые
    - Полосатый скунс, Mephitis mephitis (Охотничий вид)
    - Малый скунс, Spilogale gracilis (Охотничий вид)
      - Spilogale gracilis amphiala (Особый интерес CDFW; эндемик)

  - Семейство: Кошачьи
    - Рыжая рысь, Lynx rufus (Охотничий вид)
    - Panthera onca (истреблен, 1826)
    - Пума, Puma concolor

  - Семейство: Куньи
    - Росомаха, Gulo Gulo (на данный момент известна только одна особь)
    - Американская куница, Martes americana
    - Илька, Martes pennanti
    - Длиннохвостая ласкаMustela frenata
    - Горностай Mustela erminea
    - Американская норка, Neovison vison
    - Калан, Enhydra lutris
    - Канадская выдра, Lontra canadensis
    - Американский барсук, Taxidea taxus

## Тюлени и морские львы
- Отряд: Хищные
  - Семейство: Ушастые тюлени

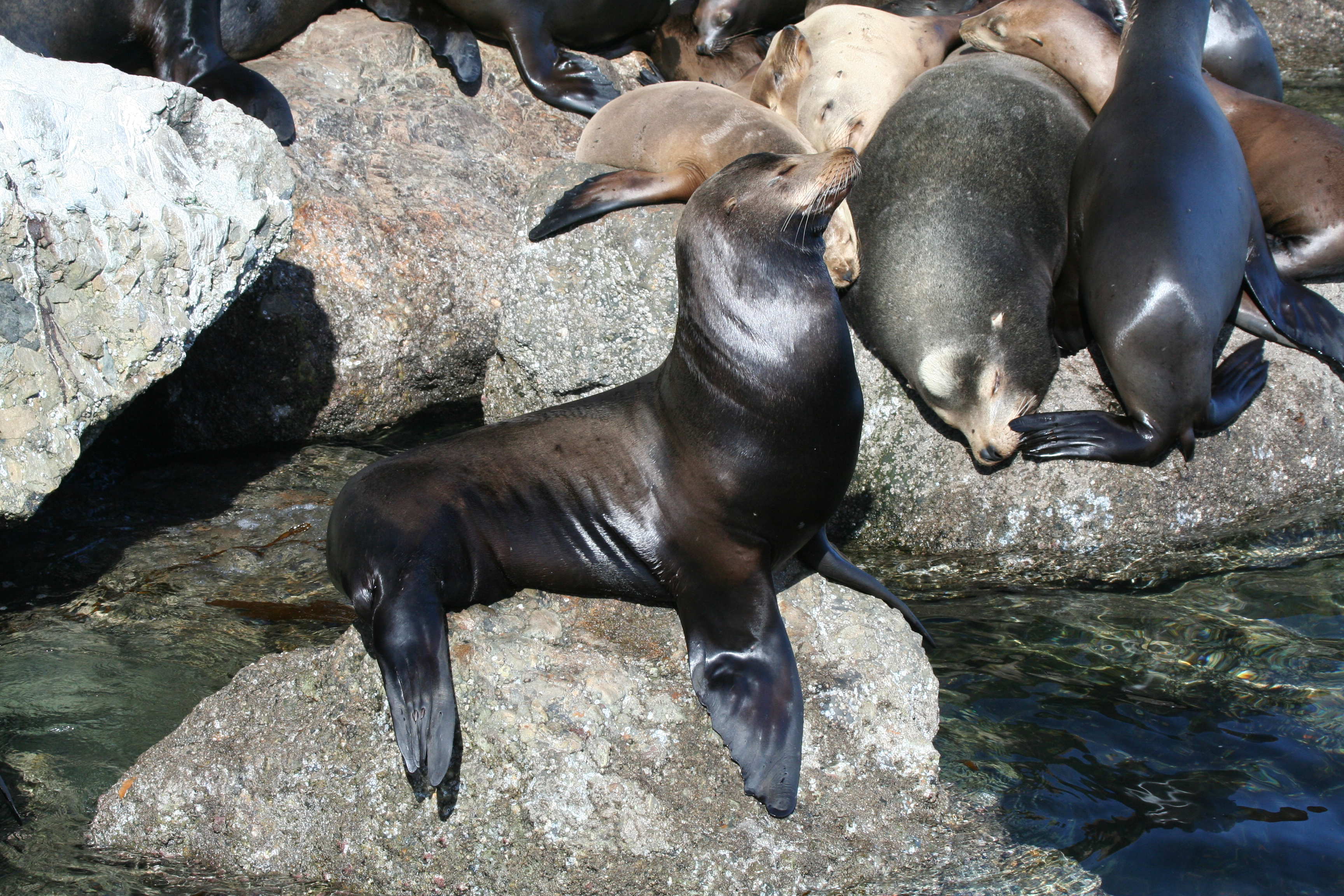
Калифорнийский морской лев (Zalophus californianus)

    - Гуадалупский морской котик, Arctocephalus townsendi
    - Северный морской котик, Callorhinus ursinus
    - Сивуч, Eumetopias jubatus
    - Калифорнийский морской лев, Zalophus californianus

  - Семейство: Настоящие тюлени
    - Северный морской слон, Mirounga angustirostris
    - Обыкновенный тюлень, Phoca vitulina

## Копытные
- Отряд: Парнокопытные
  - Семейство: Вилороговые

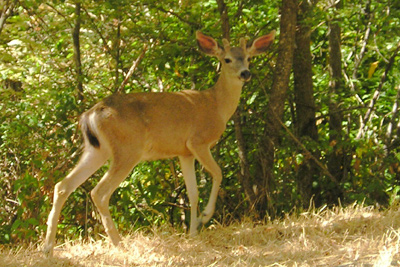
Чернохвостый олень (Odocoileus hemionus)

    - Вилорог, Antilocapra americana (Охотничий вид)

  - Семейство: Полорогие
    - Гривистый баран, Ammotragus lervia (Ввезенный вид, охотничий вид)
    - Бизон, Bison bison (истреблены в начале 1800-х годов, в Калифорнии могут встречаться полудикие животные на частных ранчо, интродуцирована дикая популяция на острове Санта-Каталина)
    - Толсторог, Ovis canadensis (harvest)
      - Ovis canadensis sierrae

  - Семейство: Оленевые
    - Вапити, C. c. nannodes (Эндемик)
    - Лань, Dama dama (Ввезенный вид, охотничий вид)
    - Чернохвостый олень, Odocoileus hemionus (Охотничий вид)
      - Odocoileus hemionus californicus
      - Odocoileus hemionus fuliginatus
      - Odocoileus hemionus inyoensis
      - Odocoileus hemionus columbianus

  - Семейство: Свиньи
    - Кабан, Sus scrofa (Ввезенный вид, охотничий вид)
      - Центральноевропейский кабан, Sus scrofa scrofa